# Malvipezia
Malvipezia Van Vooren – rodzaj grzybów z rodziny kustrzebkowatych (Pezizaceae).

## Charakterystyka
Askokarp typu apotecjum bez trzonu. Jest skórzaste, krążkowate lub nieco kubkowate, bladofioletowe lub fioletowe. Miąższ bez mleczka. Worki z wieczkiem, 8-zarodnikowe, z pastorałkami, ściany w odczynniku Melzera miejscami amyloidalne, na szczycie silnie amyloidalne. Wstawki z wewnętrznym brązowym pigmentem. Askospory z dwoma gutulami, o powierzchni z izolowanymi, zaokrąglonymi brodawkami, rzadziej z nieregularnymi i zlewającymi się brodawkami.
Grzyby saprotroficzne.

## Systematyka i nazewnictwo
Pozycja w klasyfikacji według Index Fungorum: Pezizaceae, Pezizales, Pezizomycetidae, Pezizomycetes, Pezizomycotina, Ascomycota, Fungi.
Gatunki występujące w Polsce:
- Malvipezia howsei (Roze & Boud.) Van Vooren 2020[3]
- Malvipezia lividula (W. Phillips) Van Vooren & Dougoud 2020[4].

Nazwy naukowe według Index Fungorum. Wykaz gatunków według M.A. Chmiel i innych (podane tam jako gatunki Peziza).